# Области в Руската федерация
Руската федерация се състои от 85 субекта на федерацията, 46 от които имат статут на област.
Понастоящем краят и областта като субекти на Руската федерация нямат помежду си съществени различия в правното им положение.

## Области
| | | | |  |
| - 1. Амурска област - 2. Архангелска област - 3. Астраханска област - 4. Белгородска област - 5. Брянска област - 6. Челябинска област - 8. Иркутска област - 9. Ивановска област - 10. Калининградска област - 11. Калужка област - 12. Кемеровска област - 13. Кировска област | - 14. Костромска област - 15. Курганска област - 16. Курска област - 17. Ленинградска област - 18. Липецка област - 19. Магаданска област - 20. Московска област - 21. Мурманска област - 22. Нижегородска област - 23. Новгородска област - 24. Новосибирска област - 25. Омска област | - 26. Оренбургска област - 27. Орловска област - 28. Пензенска област - 29. Псковска област - 30. Ростовска област - 31. Рязанска област - 32. Сахалинска област - 33. Самарска област - 34. Саратовска област - 35. Смоленска област - 36. Свердловска област - 37. Тамбовска област | - 38. Томска област - 39. Тверска област - 40. Тулска област - 41. Тюменска област - 42. Уляновска област - 43. Владимирска област - 44. Волгоградска област - 45. Вологодска област - 46. Воронежка област - 47. Ярославска област |  |